# Cavtatski otoci
Cavtatski otoci su nenaseljeno otočje zapadno i jugozapadno od Cavtata.
Čini ga 6 otočića i hridi od uslojenog vapnenca koji se pružaju u smjeru sjeverozapad–jugoistok:
Podijeljeni su u 2 grupe. Sjeverozapadnom grupom dominira otočić Bobara, a dalje prema jugoistoku slijede hridi Trava, Hljeb i Ražnjić. Oko 500 metara široki tjesnac ih dijeli od otočića Mrkana, najvećeg među Cavtatskim otocima, a na krajnjem jugoistoku otočja je hrid Mrkanac.
Na Mrkanu su ruševine benediktinskog samostana iz 1284. Od 1975., Cavtatski otoci i otočić Supetar u Župskom zaljevu zaštićeni su kao poseban ornitološki rezervat, gnjezdište galeba klaukavca.

## Zemljopisni položaj i geomorfološke osobitosti
Otočje se nalazi u južnom Jadrana, na ulazu u Župski zaljev, 2 km od Cavtata. Pružaju se u smjeru sjeverozapad-jugoistok, kao i cijela istočna jadranska obala i gorje Dinarida, u nizu jedan iza drugog. Geološku podlogu najvećim dijelom čine sedimentne stijene, uglavnom vapnenačke, a na pojedinim mjestima dolomiti iz mezozoika, ostatak nekadašnjeg Lapadskog grebena.
Mrkan i Bobara su najveći otoci u otočju. Njihove sjeverne obale su niske i dosta blago položene, a južne, koje gledaju prema otvorenom moru su znatno strmije, visoke do 30 metara, jer su izložene intenzivnom abrazijskom djelovanju valova. Obala ne dopušta jednostavan pristup otocima, a nema ni izgrađenih pristaništa. Otoci su nenastanjeni, a Mrkan posjećuju samo pastiri koji povremeno dovode stoku na ispašu, koju tamo ostavljaju na duži rok.
Otok Mrkan, od kopna udaljen 1,1 km, je najveći u skupini, s dimenzijama 1500 x 350 metara i površinom od 0,197 km2. Sastoji se od dva brežuljka, jugoistočnog visine 65 m i sjeverozapadnog visine 45 m. Prekriven je gustom vegetacijom mediteranske makije, uglavnom teško prohodnom.
Nešto manja i niža Bobara je od kopna udaljena 2,4 km. Duga je oko 600 m, a široka do 200 m, te ima površinu od 0.064 km2. Iz mora se uzdiže 45 metara. Nižim dijelovi su obrasli travom, a viši nižom makijom.
Uz Mrkan i Bbobaru, u otočju je i nekoliko malih, niskih i oštrih hridi; Mrkanac(jugoistočno od Mrkana), te Trava, Hljeb i Ražnjić (jugoistočno od Bobare). Trava i nešto u većoj mjeri Hljeb su djelomično prekriveni oskudnom vegetacijom, dok su Mrkanac i Ražnjić potpuno goli i bez tragova kopnene flore.

## Podmorje
More u akvatoriju je poprilično duboko, posebno s južne, pučinske strane, pa se izobata od 50 metara najčešće nalazi tek oko 10 metara od obalne linije, a ona od 100 metara na oko 50 metara. Sa sjeverne strane je more pliće, a dubina uglavnom doseže do 20-30 metara.
Podmorje ima bogatu i raznovrsnu floru i faunu, pa nalazimo alge, koralje, spužve i mnoštvo riba. Obale su hridinaste, strmo se stuštajući u more i tvoreći podmorske strmce, obrasle smeđim, zelenim i crvenim algama. Od faune, brojni su mahovnjaci, spužve i žarnjaci.
Zbog jake abrazije, južna obala je bogato razvedena i sadrži brojne potkapiname, podmorske pukotiname, polušpilje i špilje, što ih čini pogodnim za ronilački turizam.
U blizini je i potonuli antički brod s razasutim amforama, olupina iz 17. stoljeća, olupina talijanskog trgovačkog broda potonulog u 2. svjetskom ratu.

## Povijest i kulturne znamenitosti
Na Mrkanu, na blago položenom obronku, na visini od oko 40 m, se nalazi i romanička crkvica Sv. Mihovila te ruševine biskupskog ljetnikovca, gdje je svojedobno bilo sjedište Trebinjsko-mrkanske biskupije, a podno ostataka te crkvice, arheolozi su pronašli obrise kasnoantičke memorije (obrednog mjesta), što ukazuje na kontinuitet korištenja lokacije za obredne svrhe.
Oko te crkvice, vjerojatno već u prvoj polovici 11. stoljeća, benediktinci grade manji samostan. U Dubrovačkoj Republici, samostani građeni na važnim strateškim mjestima služili su ne samo svojoj primarnoj vjerskoj svrsi, nego i praćenju kretanja neprijateljskih brodova, praćenje brodova koji dolaze iz mjesta zaraženih kugom, te služili su i kao utočište ribarima, mornarima ili brodolomcima.
U vrijeme vlasti Nemanjića u Raškoj, trebinjski biskup Salvi biva prognan iz Raške a biskupija praktički postaje naslovna, pa mu vlada Dubrovačke Republike 1265. daje Mrkan, Bobaru i Supetar na korištenje. Biskupija se od tada najčešće naziva mrkanjskom, a današnji službeni naziv je Trebinjsko-mrkanska biskupija. Dubrovačko zaleđe kasnije dolazi pod vlast Osmanlija, biskupija se organizira misionarski, a njezini biskupi od tada trajno borave u Dubrovniku, te obnašaju i funkciju pomoćnih biskupa i vikara dubrovačkih nadbiskupa. Baziliku Blažene Djevice Marije u 13. stoljeću napuštaju benediktinci, a 1377. godine i trebinjski biskupi, te otok Mrkan i susjedni otoci ostaju nenaseljeni.
U novijim arheološkim istraživanjima pronađena su groblja oko srednjovjekovnih crkava na Mrkanu i Bobari.